# 维拉尔昂瓦勒
维拉尔昂瓦勒（法語：Villar-en-Val，法語發音：[vilaʁ ɑ̃ val] ⓘ，意为“谷地的维拉尔”）是法国奥德省的一个市镇，位于该省中部偏北，属于卡尔卡松区。

## 地理
维拉尔昂瓦勒（43°4'59"N, 2°27'30"E）面积11.42 平方千米，位于法国奧克西塔尼大區奥德省，该省份为法国南部沿海省份，北起塔恩省，西北接上加龙省，西接阿列日省，南至东比利牛斯省，东临地中海，东北与埃罗省接壤。
与维拉尔昂瓦勒接壤的市镇（或旧市镇、城区）包括：洛凯河畔克莱蒙、法雅克昂瓦勒、格雷费伊、拉巴斯蒂德昂瓦勒、洛凯河畔拉代恩。
维拉尔昂瓦勒的时区为UTC+01:00、UTC+02:00（夏令时）。

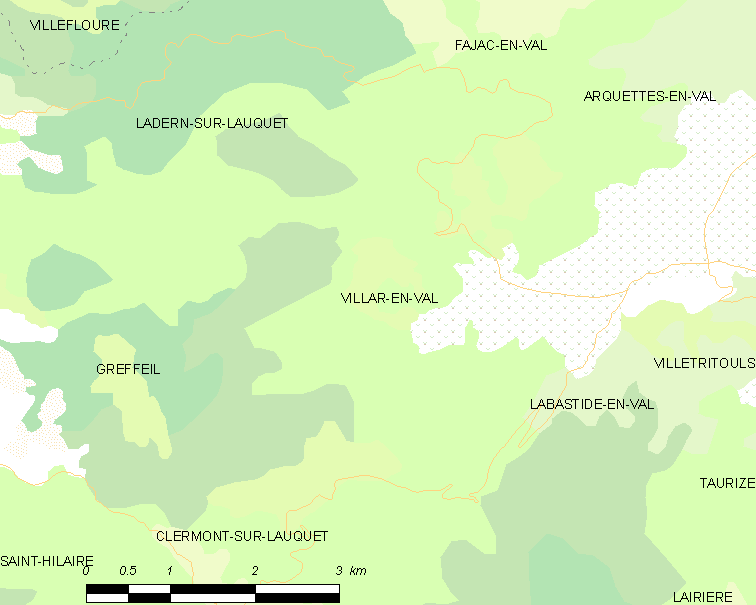
维拉尔昂瓦勒的OSM定位图

## 行政
维拉尔昂瓦勒的邮政编码为11220，INSEE市镇编码为11414。

## 政治
维拉尔昂瓦勒所属的省级选区为亚拉里克山县。

## 人口

1962-2008年间维拉尔昂瓦勒人口变化图示

维拉尔昂瓦勒于2022年1月1日时的人口数量为23人。